# 小行星9317
小行星9317是一颗围绕太阳公转的小行星。1988年9月1日，亨利·德波鸿诺在拉西拉天文台发现了此天体。
这颗小行星的绝对星等为242.96372419等。